# Chatsworth (Iowa)
Chatsworth es una ciudad situada en el condado de Sioux, en el estado de Iowa, Estados Unidos. Según el censo de 2010 tenía una población de 79 habitantes.

## Geografía
Según la Oficina del Censo de los Estados Unidos, la localidad tiene un área total de 1,28 km², la totalidad de los cuales 1,28 km² corresponden a tierra firme.

## Demografía
Según el censo de 2010, había 79 personas residiendo en la localidad. La densidad de población era de 61,72 hab./km². Había 41 viviendas con una densidad media de 32,03 viviendas/km². El 98,73% de los habitantes eran blancos y el 1,27% de otras razas. El 1,27% de la población eran hispanos o latinos de cualquier raza.